# 2-Méthylfurane
Le 2-méthylfurane est un composé chimique de formule CH3C4H3O. C'est un dérivé du furane et un isomère du 3-méthylfurane. Il se présente sous la forme d'un liquide volatil incolore à l'odeur d'éther chocolatée faiblement soluble dans l'eau. Il se décompose lorsqu'il est fortement chauffé. Il est présent dans le myrte, la lavande, la fumée de cigarette ainsi que dans l'odeur des moisissures, et peut être utilisé comme arôme dans l'industrie agroalimentaire.
On peut obtenir du 2-méthylfurane par réaction de peroxyde d'hydrogène H2O2 sur du pipérylène CH3=CH–CH=CH–CH3 catalysée par du palladium. Il est produit industriellement à partir d'alcool furfurylique HOCH2C4H3O par hydrogénolyse en présence de cuivre en phase gazeuse, ou à partir de furfural CHOC4H3O par séquence hydrogénation-hydrogénolyse, également en phase gazeuse.
Il a été utilisé comme carburant à haut indice d'octane pendant la seconde Guerre mondiale.